# مركز الكتلة

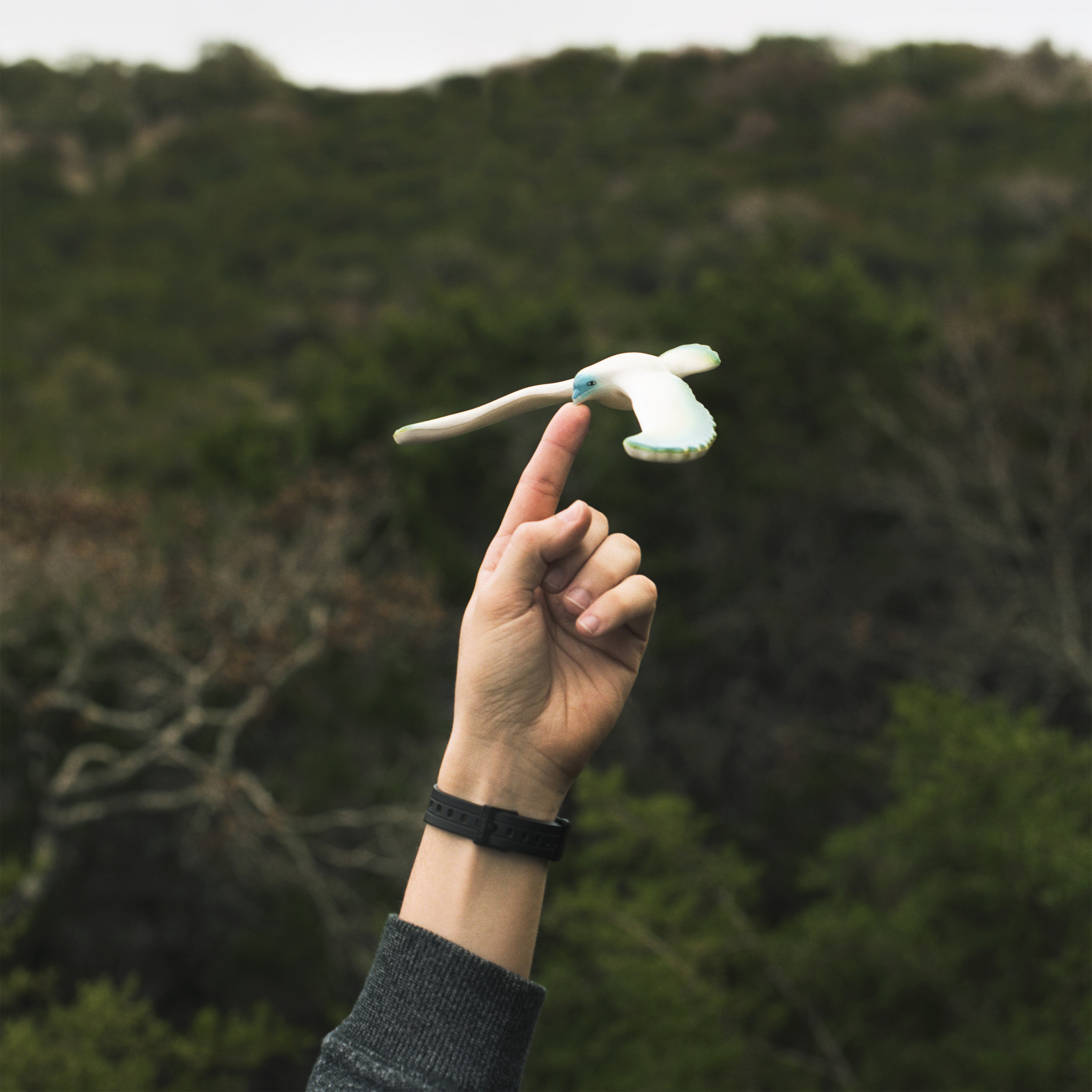
تستخدم هذه اللعبة مبادئ مركز الكتلة للحفاظ على التوازن على الإصبع

مركز الكتلة أو مركز العطالة عبارة ترادف مركز ثقالة في معظم السياقات. يراد بمركز العطالة النقطة من الفضاء التي تؤثر فيها قوى العطالة. لفظ مركز العطالة منقول من اللغة الفرنسية، أما في الإنجليزية فيستعمل مفهوم مركز الثقالة، أو «مركز الكتلة» بالترجمة الحرفية.
قد وجد أن كل جسم يمتلك نقطة فريدة تدعى مركز الكتلة، حيث أنها النقطة التي يمكن إعتبار أن كل كتلة الجسم متركزة فيها، بحيث لو أثرت فيها قوة فإنها ستؤدي لإحداث تسارع خطي دون إحداث تسارع زاوي، أي أن العزم فيها يكون صفرا، أي أنها نقطة افتراضية حيث يمكن افتراض أن كتلة الجسم كلها مركزة لتصور حركتها. وبعبارة أخرى، فإن مركز الكتلة هو المعادل الجزيئي لجسم معين لطبيق قوانين نيوتن للحركة.
ويكون مركز الكتلة للأجسام المتناظرة والمتماثلة هو مركزها الهندسي، وبوجه عام فإن مركز الكتلة للأجسام غير المتناظرة وغير المتماثلة يقع عند نقطة أقرب إلى الجزء الأكبر من كتلة الجسم. ولا يشترط أن يقع مركز الكتلة للجسم في نقطة مادية فيه، بل قد يقع في نقطة خارجه، مثل مركز الكتلة لحلقة معدنية،فهو يقع في مركزها حيث الفراغ.

## مركز الجاذبية
هو النقطة من الفضاء التي يؤثر فيها حاصل جمع قوى الثقالة والجاذبية. مركز الثقالة نقطة تقاطع جميع المستويات التي تقسم الجسم المادي إلى قسمين متوازنين.